# Gastrointestinal stromacellstumör
Gastrointestinal stromacellstumör (GIST) är en form av cancer som vanligast uppkommer i magsäcken men kan finnas i alla delar av mag- och tarmkanalen. Den har sitt ursprung i mesenchymala celler (stromaceller). 
Cancercellen är normalt sett en spindelcell, och definierades från 1940-talet som ett leiomyosarkom, men histologiska fynd från och med sent 1960-tal ledde till att man började ifrågasätta definitionen. Sedan 1990-talet finns två konkurrerande definitioner av GIST. En definition är att det omfattar samtliga mesenchymala tumörer i mag- och tarmkanalen, med eller utan immunofenotypa särdrag. Den andra definitionen utesluter leiomyom och neurilemmom i buken. Eftersom det inte alltid är enkelt att urskilja dessa tumörer, dominerar den förra definitionen. Det innebär att GIST vanligen avser tumörer som mera är carcinoma eller paraganglioma än sarcoma. Carcinoma GIST har runda celler, inte spindelceller.
GIST anses inte vara lika aggressiv som adenocarcinom, men hur invasiv och spridningsbenägen den är varierar och påverkar prognosen. Prognosen påverkas även av hur stor tumören är, hur snabbt den växer samt om den har tyrokinas-receptorer och således kan behandlas medicinskt med imatinib. 
Primära behandlingen är att ta bort tumören kirurgiskt och beroende på tumörtyp hjälpande behandling med Imatinib. 